# Барфер
Барфер (нім. Barver) — громада в Німеччині, розташована в землі Нижня Саксонія. Входить до складу району Діпгольц. Складова частина об'єднання громад Реден.
Площа — 25,9 км2. Населення становить 1080 ос. (станом на 31 грудня 2021).